# Emmanuel Martínez
Leandro Emmanuel Martínez (Tandil, 4 de junho de 1994), também conhecido como Emmanuel Martínez ou Emma Martínez, é um futebolista argentino que atua como meia.  Atualmente joga no Fortaleza.

## Carreira

### River Plate
Nascido em Tandil, Emmanuel Martínez foi revelado pelo River Plate, tendo se juntado às categorias de base aos 13 anos de idade. Ele então passou algum tempo com a equipe B do clube, marcando no Superclásico contra o time reserva do Boca Juniors em 2014.

### San Martín de San Juan
Em 12 de fevereiro de 2015, Martínez foi transferido para o San Martín de San Juan, por empréstimo de um ano. Ele realizou sua estreia profissional em 4 de maio, começando o jogo como titular e marcando o gol da vitória por 1 a 0 sobre o Temperley, pelo Campeonato Argentino.
No dia 19 de janeiro de 2016, o jogador renovou seu contrato de empréstimo com o San Martín de San Juan por mais 18 meses. No entanto, ele não conseguiu se estabelecer como titular do time e saiu em 2017.

### Chacarita Juniors
Em 25 de agosto de 2017, Martínez foi transferido para o Chacarita Juniors, por um contrato de empréstimo até o final do ano. Ele atuou em apenas 11 jogos e marcou apenas um gol.

### Deportivo Cuenca
No dia 3 de julho de 2018, Emmanuel Martínez foi contratado pelo Deportivo Cuenca, do Equador. Ele impressionou durante o Campeonato Equatoriano de 2019 depois de dar 11 assistências e marcar sete gols em apenas 28 jogos.

### Barcelona de Guayaquil
Em 27 de dezembro de 2019, o argentino teve a sua contratação anunciada pelo Barcelona de Guayaquil, assinando um contrato de empréstimo de um ano. Um titular imediato, foi comprado em definitivo pelo clube em 11 de janeiro de 2021, assinando um contrato de três anos.

### América Mineiro
No dia 10 de agosto de 2022, foi oficializado que o América Mineiro encaminhou a contratação de Emmanuel Martínez, com o clube brasileiro adquirindo 100% dos direitos econômicos do jogador por um contrato de três temporadas.

## Estatísticas
Atualizadas até 10 de agosto de 2022
| Equipe                 | Temporada         | Campeonato nacional | Campeonato nacional | Campeonato nacional | Copa nacional | Copa nacional | Copa nacional | Competições continentais[a] | Competições continentais[a] | Competições continentais[a] | Outros torneios[b] | Outros torneios[b] | Outros torneios[b] | Total | Total | Total   |
| Equipe                 | Temporada         | Jogos               | Gols                | Assist.             | Jogos         | Gols          | Assist.       | Jogos                       | Gols                        | Assist.                     | Jogos              | Gols               | Assist.            | Jogos | Gols  | Assist. |
| ---------------------- | ----------------- | ------------------- | ------------------- | ------------------- | ------------- | ------------- | ------------- | --------------------------- | --------------------------- | --------------------------- | ------------------ | ------------------ | ------------------ | ----- | ----- | ------- |
| San Martín             | 2015              | 15                  | 4                   | 0                   | 0             | 0             | 0             | —                           | —                           | —                           | —                  | —                  | —                  | 15    | 4     | 0       |
| San Martín             | 2016              | 5                   | 0                   | 0                   | 0             | 0             | 0             | —                           | —                           | —                           | —                  | —                  | —                  | 5     | 0     | 0       |
| San Martín             | 2016–17           | 10                  | 0                   | 0                   | 0             | 0             | 0             | —                           | —                           | —                           | —                  | —                  | —                  | 10    | 0     | 0       |
| San Martín             | Total             | 30                  | 4                   | 0                   | 0             | 0             | 0             | 0                           | 0                           | 0                           | 0                  | 0                  | 0                  | 30    | 4     | 0       |
| Chacarita              | 2017–18           | 11                  | 1                   | 0                   | 1             | 0             | 0             | —                           | —                           | —                           | —                  | —                  | —                  | 12    | 1     | 0       |
| Chacarita              | Total             | 11                  | 1                   | 0                   | 1             | 0             | 0             | 0                           | 0                           | 0                           | 0                  | 0                  | 0                  | 12    | 1     | 0       |
| Deportivo Cuenca       | 2018              | 23                  | 3                   | 0                   | —             | —             | —             | 4                           | 0                           | 0                           | —                  | —                  | —                  | 27    | 3     | 0       |
| Deportivo Cuenca       | 2019              | 28                  | 7                   | 11                  | —             | —             | —             | —                           | —                           | —                           | —                  | —                  | —                  | 28    | 7     | 11      |
| Deportivo Cuenca       | Total             | 51                  | 10                  | 11                  | 0             | 0             | 0             | 4                           | 0                           | 0                           | 0                  | 0                  | 0                  | 55    | 10    | 11      |
| Barcelona de Guayaquil | 2020              | 28                  | 3                   | 2                   | —             | —             | —             | 12                          | 3                           | 5                           | —                  | —                  | —                  | 40    | 6     | 7       |
| Barcelona de Guayaquil | 2021              | 28                  | 7                   | 3                   | —             | —             | —             | 11                          | 1                           | 3                           | 2                  | 0                  | 0                  | 41    | 8     | 6       |
| Barcelona de Guayaquil | 2022              | 15                  | 1                   | 1                   | —             | —             | —             | 7                           | 1                           | 1                           | —                  | —                  | —                  | 22    | 2     | 2       |
| Barcelona de Guayaquil | Total             | 71                  | 11                  | 6                   | 0             | 0             | 0             | 30                          | 5                           | 9                           | 2                  | 0                  | 0                  | 103   | 16    | 15      |
| América Mineiro        | 2022              | 0                   | 0                   | 0                   | 0             | 0             | 0             | —                           | —                           | —                           | —                  | —                  | —                  | 0     | 0     | 0       |
| América Mineiro        | Total             | 0                   | 0                   | 0                   | 0             | 0             | 0             | 0                           | 0                           | 0                           | 0                  | 0                  | 0                  | 0     | 0     | 0       |
| Total na carreira      | Total na carreira | 163                 | 26                  | 17                  | 1             | 0             | 0             | 34                          | 5                           | 9                           | 2                  | 0                  | 0                  | 200   | 31    | 26      |

- b. ^ Jogos da Copa Sul-Americana e da Copa Libertadores da América
- c. ^ Jogos da Supercopa do Equador

## Títulos
Barcelona de Guayaquil
- Campeonato Equatoriano: 2020[carece de fontes?]